# Holding Onto Strings Better Left to Fray
Holding Onto Strings Better Left to Fray es el quinto álbum de estudio de la banda sudafricana de Metal Alternativo Seether. Fue el primer y único álbum de la banda teniendo a Troy McLawhorn como guitarrista principal.
Sin embargo, este se fue de la banda justo después de la publicación del álbum, para convertirse nuevamente en el guitarrista rítmico de la banda Evanescence. El álbum fue lanzado el 17 de mayo de 2011, y debutó en segundo puesto de la Billboard 200 en los Estados Unidos.

## Historia y grabación
Shaun y Dale confirmaron en una entrevista el 2 de marzo de 2009 que, después de su tour con Nickelback, Seether se tomaría el resto del año para continuar la grabación de un nuevo álbum. Luego de muchos meses de grabación para su siguiente álbum en Nashville, Tennessee con el productor Brendan O'Brien, Seether comenzó nuevamente su gira en abril de 2010, con la intención de volver al estudio "en la primera semana de junio", para completar su nuevo disco. El título del nuevo álbum se anunció como "Holding Onto Strings Better Left to Fray".
El 17 de diciembre de 2010, los miembros de la banda confirmaron el título en una entrevista anunciando sus conciertos de USO. John Humphrey dijo en la entrevista que el título es "ciertamente la letra de una importante canción en el álbum", siendo esta «Here and Now».
Durante una entrevista con la radio Planet 1051 en Abbeville, Luisiana, el anterior guitarrista Trow McLawhorn y el baterista John Humphrey confirmaron que la banda estaría publicando un nuevo álbum titulado "Holding Onto Strings Better Left to Fray" en mayo. También fue en esta entrevista que anunciaron el primer sencillo de este álbum, el cual sería titulado «Country Song».
El 16 de febrero de 2011, la banda publicó un vídeo anunciando las fechas de su primer sencillo y el lanzamiento del álbum. El 4 de marzo de 2011, fue reportado vía Twitter que la fecha de lanzamiento del álbum sería atrasada una semana, siendo esta para el 17 de mayo de 2011.
El 7 de marzo de 2011, en una entrevista con la estación de radio 103.3, Lazer, Shaun dijo que estaba escribiendo una canción para la soundtrack de una potencial película, y que había sido enviado al estudio la semana anterior. Además, ellos estarían grabando con Brendan O'Brien en Nashville, y que esa canción podría estar incluida en el álbum.
El 16 de marzo de 2011, Shaun anunció vía Twitter que la banda estaría volviendo al estudio para grabar una última canción para el álbum. "Noticias de la banda para todos... en camino a Nashville mañana para grabar una última canción para HOSBLTF. Nos gustaría mantenerlos al día hasta el último minuto!" Sobre la canción, Shaun dijo que: "Es bastante un poco igual a las demás, algo así como nuestro trabajo en los días de Disclaimer y Karma. Será divertida. Los mantendremos al día." Poco tiempo después de esto, «Fur Cue» fue añadida a la lista de reproducción en el sitio web de la banda.
La portada del álbum fue diseñada por el artista Mark Kostabi, el cual es también conocido por diseñar las portadas del Use Your Illusion I y II de Guns N' Roses.

## Estilo musical
El álbum mismo se encontró siendo bastante diferente de los trabajos anteriores de la banda. Los gritos de Shaun Morgan son rara vez encontrados en el álbum, y sus letras tratan de diferentes temas. El baterista de la banda describió el álbum como "fuerte, melódico y pesado a veces".

## Lanzamiento y promoción
El 4 de septiembre de 2010 en un show en vivo en el DuQuoin State Fairgrounds, Seether debutó «No Resolution».
El 8 de marzo de 2011, Wind-up Records publicó la lista de canciones y la portada del álbum en el sitio web de la banda, además del primer sencillo de la banda, «Contry Song», en iTunes.
El 28 de marzo de 2011, Seether hizo una aparición en Lopez Tonight para interpretar su nuevo single, «Country Song», en vivo
El 6 de abril, la canción «Roses» se hizo disponible para descargar gratuitamente para los suscriptores del newsletter oficial.
El 26 de abril, la canción «Forsaken» se hizo disponible para descargar gratuitamente por pre-ordenar la edición de lujo de Holding Onto Strings Better Left to Fray en iTunes.
El 13 de mayo, el álbum completo fue oficialmente publicado vía streaming al publicar en Twitter el mensaje dado en la página oficial.
La banda tocó en el escenario principal para el Rockstar Uproar Festival de 2011, junto con Avenged Sevenfold, Three Days Grace, Bullet for My Valentine, y Escape the Fate.
El 13 de septiembre de 2011, luego de que la WWE concluya la grabación de un SmackDown en el Air Canada Centre en Toronto, Ontario, Canadá, la canción «Tonight» hizo aparición en un vídeo tributo al exluchador de la WWE Edge, eso fue durante una noche de apreciación la cual fue firmada como un exclusivo en Blu-ray para You Think you Know Me: The Story of Edge, y la canción fue escuchada nuevamente en la edición del 9 de enero de 2012 de la Raw, durante el anuncio de su inducción en la WWE Hall of Fame de 2012.
Una versión en simlish de «Tonight» fue incluida en la banda sonora de la expansión de Los Sims 3, Los Sims 3: Salto a la fama.

### Remix EP
En la previa de un concurso de remixes, seis remixes fueron incluidos en un EP de 2012 titulado Remix EP, y algunos remixes eran hechos por fanes, por otro lado, se hizo otro concurso de remix públicos por otra parte. Un concurso de remix para la canción «Tonight» fue hecho a través del sitio web Indaba Music, cuyo ganador por voto popular y ganador del premio final fue el remix de «Tonight» de Neon Feather, el cual apareció en el EP, y el de DJ Schmolli, el cual no apareció en el EP pero fue elegido por Seether como un candidato para el concurso.

### Dragon Age
«Desire for Need (Dragon in Me) [Roger Sanches Remix]» fue utilizado en la película animada Dragon Age en 2012. Parte de la letra original fue cambiada por algunas de esta versión.

## Ventas
Holding Onto Strings Better Left to Fray es el álbum de Seether que más alto llegó en la Billboard 200 de los Estados Unidos, alcanzando el puesto número 2. El álbum también le dio a Seether su segunda mejor cantidad de ventas en la primera semana, con más de 61 000 copias vendidas en la semana de lanzamiento en los Estados Unidos. El álbum ha vendido aproximadamente más de 300 000 copias en los Estados Unidos, según Nielsen Soundscan.

## Recepción
Holding Onto Strings Better Left to Fray ha recibido en su mayoría calificaciones positivas. Steve Losey de AllMusic dijo, "Holding Onto Strings Better Left to Fray es otro viaje dentro de la mente de Shaun Morgan: a través de corazones rotos y el renacimiento el aún tiene mucho que decir acerca de la traición. Su marca como guitarrista, escritor de canciones, y vocalista principal están en todos lados en este disco, y agradecidamente, eso es lo que últimamente impulsa a la publicación principal." Chad Grischow de IGN dijo en su crítica que "este diverso set de hard rock melódico prueba ser una entrada sólida en el catálogo de la banda." Finalmente, Brandon Geist de la revista Revolver dio a este álbum cuatro de cinco estrellas, diciendo, "Atrapado otra vez por las vocales alternativamente rasposas y fluidas de Shaun Morgan, Holding onto Strings Better Left to Fray debería distinguir a Seether de todas las canciones de rock sin valor que andan por la radio para siempre."

## Lista de canciones
| Holding Onto Strings Better Left to Fray |                      |          |  |
| N.º                                      | Título               | Duración |  |
| 1.                                       | «Fur Cue»            | 3:47     |  |
| 2.                                       | «No Resolution»      | 3:08     |  |
| 3.                                       | «Here and Now»       | 3:55     |  |
| 4.                                       | «Country Song»       | 3:49     |  |
| 5.                                       | «Master of Disaster» | 4:18     |  |
| 6.                                       | «Tonight»            | 3:44     |  |
| 7.                                       | «Pass Slowly»        | 3:27     |  |
| 8.                                       | «Fade Out»           | 3:54     |  |
| 9.                                       | «Roses»              | 4:17     |  |
| 10.                                      | «Down»               | 3:57     |  |
| 11.                                      | «Desire for Need»    | 3:33     |  |
| 12.                                      | «Forsaken»           | 4:19     |  |
| 46:08                                    |                      |          |  |

| Edición de lujo |              |          |  |
| N.º             | Título       | Duración |  |
| 13.             | «Dead Seeds» | 4:03     |  |
| 14.             | «Yeah»       | 4:28     |  |
| 15.             | «Nobody»     | 3:07     |  |
| 16.             | «Effigy»     | 3:35     |  |
| 61:21           |              |          |  |

| Bonus track por pre-ordenar la edición de lujo en iTunes |                               |          |  |
| N.º                                                      | Título                        | Duración |  |
| 17.                                                      | «Here and Now (deconstruída)» | 3:59     |  |
| 65:20                                                    |                               |          |  |

| Bonus tracks de la edición de lujo en Reino Unido |                                     |          |  |
| N.º                                               | Título                              | Duración |  |
| 18.                                               | «No Resolution (Skolnik Remix)»     | 3:24     |  |
| 19.                                               | «Roses (Protector Drumstep Remix)»  | 4:23     |  |
| 20.                                               | «Country Song (Elder Kepson Remix)» | 4:38     |  |

| DVD bonus de la edición de lujo en Reino Unido - Seether in Session |                                      |          |  |
| N.º                                                                 | Título                               | Duración |  |
| 1.                                                                  | «Country Song (versión acústica)»    |          |  |
| 2.                                                                  | «Fine Again (versión acústica)»      |          |  |
| 3.                                                                  | «Fake It (versión acústica)»         |          |  |
| 4.                                                                  | «Broken (versión acústica)»          |          |  |
| 5.                                                                  | «Rise Above This (versión acústica)» |          |  |
| 6.                                                                  | «Country Song (versión plugged-in)»  |          |  |
| 7.                                                                  | «Remedy (versión plugged-in)»        |          |  |

La compra física de la edición de lujo contiene cuatro canciones adicionales listadas arriba, además de un DVD bonus que incluye el videoclip de «Contry Song» con su respectivo making-of, y el making-of de Holding Onto Strings Better Left to Fray, generanto un total de 16 canciones y dos discos (incluyendo el DVD).

## Miembros
- Shaun Morgan – Vocales principales, guitarra rítmica
- Dale Stewart – Bajo, coros
- John Humphrey – Batería
- Troy McLawhorn* – Guitarra líder (Pistas 2-16)
- Brendan O'Brien – Productor/mezclador

«Fur Cue» fue grabada luego de que Troy dejara la banda. Las otras canciones fueron grabadas con Troy aún en la banda.

## Posicionamiento en listas
| Lista (2011)                                    | Posición pico |
| ----------------------------------------------- | ------------- |
| ARIA                                            | 50            |
| Ö3 Austria Top 40                               | 69            |
| Canadian Albums Chart                           | 3             |
| Recorded Music NZ                               | 6             |
| Schweizer Hitparade                             | 21            |
| UK Rock & Metal Singles and Albums Charts</ref> | 16            |
| US Billboard 200                                | 2             |
| US Billboard Alternative Albums                 | 1             |
| US Billboard Hard Rock Albums                   | 1             |
| US Billboard Top Rock Albums                    | 1             |